# واسکا هیرکا
واسکا هیرکا (به اسپانیایی: Wishka Hirka) یک کوه در پرو است که در Peru, Ancash Region واقع شده‌است. واسکا هیرکا ۴٬۹۳۴ متر بالاتر از سطح دریا واقع شده‌است.